# Feuerwehr Hanau
Die Feuerwehr Hanau mit Sitz im Gefahrenabwehrzentrum (GAZ) in der ehemaligen Hutier-Kaserne in der August-Sunkel-Straße 3 in Hanau ist verantwortlich für den Brandschutz, die Technische Hilfeleistung und die Brandbekämpfung in der Stadt Hanau. Sie gehört zum Brandschutzamt und besteht aus hauptberuflichen und ehrenamtlichen Kräften. Am 1. Januar 2021 ist sie unter Heranziehung der hauptamtlichen Kräfte zu einer Berufsfeuerwehr (BF) und Freiwilligen Feuerwehr (FF) mit sechs Stadtteilfeuerwehren umgegliedert worden. Der Freiwilligen Feuerwehr sind die Jugendfeuerwehr sowie Kinderfeuerwehr angegliedert.

## Geschichte

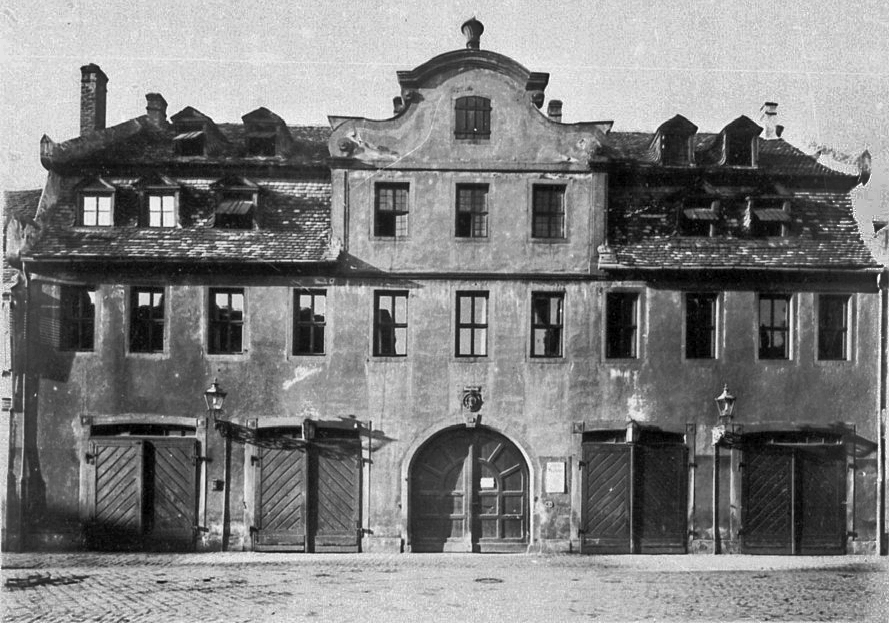
Feuerwache Langstraße, Hanau Neustadt, 1912

Die erste bekannte Feuerordnung Hanaus stammt aus dem Jahr 1572:

„Fewer Ordnung
Wenn fewers nott Vorhanden, daß man Zu Sturm leuttet, so sollen die Jenigen so zum Fewer Verordnet sein, sich so baldt mit Iren gesetzten liedern Aymern geschickt machen. Undt wohin sie bescheyden werden, lauffen. Gleicher gestalt sollen die fhurleut, mit den Feuer hacken Undt leittern zu füren hernach eilen (...).“

Ende des 17. Jahrhunderts verfügte Hanaus Neustadt über 11 Feuerspritzen, weitere befanden sich in der Altstadt und im Stadtschloss Hanau. 1820 erfolgte eine Reorganisation mit Unterstellung der Löschmannschaften unter dem Befehl der Polizeidirektion. Im Jahr 1843 erhielt die Hanauer Turngesellschaft eine Feuerspritze und weitere Geräte. Am 1. Juni 1843 wurde mit Mitgliedern der Turngesellschaft das erste Freiwillige Löschcorps gebildet, welches damals aus 100 Mitgliedern bestand. Im Revolutionsjahr 1848 sollte den Turnern die Feuerspritze entzogen werden, was der damalige Oberbürgermeister verhinderte. 1861 wurde die Turnerfeuerwehr reformiert und aus ihren Mitgliedern die erste Freiwillige Feuerwehr in Hanau gegründet. Sie bestand seinerzeit aus einem Steiger-Corps, einer Spritzenmannschaft sowie Wasserträgern und umfasste 374 Feuerwehrleute, die allesamt Turner waren. Mit der Eingemeindung Kesselstadts stellte man im Jahr 1907 die dortige Freiwillige Feuerwehr unter das Kommando der Hanauer Feuerwehr. Ab 1934 wurde die FF Hanau zur Feuerlöschpolizei umgegliedert und die Mannschaftsstärke reduzierte sich von 450 auf 220. Nach dem Luftangriff auf Hanau am 19. März 1945 war die Stadt zu mehr als 70 % zerstört. Auch die Hauptfeuerwache im Zeughaus sowie die meisten Fahrzeuge und Geräte der Hanauer Feuerwehr waren zerstört. Bereits Anfang April 1945 gab es mit fünf hauptamtlichen Kräften wieder eine einsatzfähige Feuerwehr. Im Jahr 1949 wurde das erste neue Fahrzeug, eine Drehleiter, sowie ein Tanklöschfahrzeug angeschafft. Im Wallweg wurde eine neue Hauptfeuerwache erbaut, die 1961 eingeweiht und bezogen wurde. Seit dem Jahr 1986 ist ein ständiger 24-Stunden-Bereitschaftsdienst mit hauptamtlichen Feuerwehrkräften in Hanau eingerichtet. Seit Anfang der 1990er Jahre wurde der Neubau einer Hauptfeuerwache geplant, der am 13. August 2011 auf einem 30.000 Quadratmeter großen Gelände in der ehemaligen Hutier-Kaserne bezogen wurde. Die Fahrzeughalle der neuen Hauptfeuerwache bietet Platz für 28 Einsatzfahrzeuge. Auf dem Gelände befinden sich darüber hinaus ein Brandübungshaus mit Brandsimulationsanlage, ein Schlauchturm, der auch für Abseilübungen genutzt wird, sowie ein Sportplatz. Neben der Feuerwache entstanden weitere Neubauten der Johanniter, der DLRG und des DRK. Der Main-Kinzig-Kreis und die Stadt Hanau bilden ab dem Jahr 2022 wie bisher einen gemeinsamen Rettungsdienstbereich mit Betrieb einer gemeinsamen Rettungsleitstelle.

## Berufsfeuerwehr
Das Hessische Brand- und Katastrophenschutzgesetz (HBKG) verpflichtet Städte ab 100.000 Einwohnern zur Aufstellung einer Berufsfeuerwehr. Da diese Bevölkerungszahl mit der Einwohnerentwicklung der letzten Jahre fast erreicht wurde und auch die Einsatzbelastung der Feuerwehren in Hanau gestiegen ist, beschloss der Magistrat der Stadt Hanau am 15. Oktober 2018 die Umgliederung der Feuerwehr Hanau zum 1. Januar 2021 in eine Berufsfeuerwehr. Der offizielle Festakt zur Gründung fand pandemiebedingt am 18. September 2021 statt, das offizielle Gründungsdatum der BF bleibt jedoch der 1. Januar 2021. Die Berufsfeuerwehr besteht seit dem 1. Januar 2021 derzeit aus rd. 100 (Stand 2024) Beamten im aktiven feuerwehrtechnischen Dienst, die die Hauptfeuerwache besetzen. In der Hauptfeuerwache in der August-Sunkel-Straße, in der sich ebenfalls die FF Hanau-Mitte befindet, sind neben der BF die DLRG und die Rettungsdienste der Johanniter und des DRK sowie der Katastrophenschutz untergebracht. Das gesamte Gelände bildet das Gefahrenabwehrzentrum (GAZ) Hans-Martin, benannt nach dem ehemaligen Oberbürgermeister Hanaus. Die Alarmierung erfolgt durch eine Wach-Alarmierung und durch digitale Funkmeldeempfänger.
Neben Kräften für technische Hilfe und Brandbekämpfung hält die BF Hanau eine Höhenrettungsgruppe, eine Besatzung für das Hilfeleistungslöschboot „HLB Hanau“, einen Umweltschutz- sowie einen Katastrophenschutzzug und eine Einheit für Messtechnik vor, die für überörtliche Einsätze im Main-Kinzig-Kreis und im südhessischen Raum zur Verfügung steht.
Im Oktober 2024 wurde mit der Sondereinheit „Spezielle Fähigkeiten/Robotik“ die einzige Einheit dieser Art in Hessen in Dienst gestellt, welche mit Hilfe von einsatztaktischen Robotern und Drohnen spezielle Fähigkeiten zur Verfügung stellt. Dieses in Hessen bislang einzigartige System kann bei besonders gefährlichen Bränden (z. B. bei Explosionsgefahr, Tiefgaragen oder Munitionsbelastung bei Waldbränden) aber auch zur Fernerkundung einsetzt werden und wird auch überregional eingesetzt.
Im November 2021 übernahm Branddirektor Hendrik Frese die Leitung der Feuerwehr vom langjährigen Amtsleiter Peter Hack.

## Freiwillige Feuerwehr
| Standort                             | gegründet         | Mitglieder |
| ------------------------------------ | ----------------- | ---------- |
| Hanau Mitte (Lamboy und Kesselstadt) | 1861              |            |
| Wolfgang                             | 15. November 1928 |            |
| Großauheim                           | 1881              | 22         |
| Steinheim                            | 15. Mai 1869      | 45         |
| Klein-Auheim                         | 28. Januar 1881   | 56         |
| Mittelbuchen                         | 15. Oktober 1925  | 35         |